# Paredes (Penafiel)
Paredes é uma localidade portuguesa do Município de Penafiel que foi sede da extinta Freguesia de Paredes, freguesia que tinha 1,10 km² de área e 1 258 habitantes (2011), e, por isso, uma densidade populacional de 1 143,6 hab/km².
Devido à última reorganização administrativa, a Freguesia de Paredes foi extinta tendo o seu território passado a fazer parte da então criada Freguesia de Termas de São Vicente, juntamente com as também extintas Freguesias do Pinheiro e da Portela.

## História
Foi uma abadia da apresentação da mitra ou do convento de Paços de Sousa, no antigo concelho de Penafiel de Sousa. Esteve anexada à freguesia de Valpedre de 27-III-1896 a 18-XI-1896 por edital do governo civil do Porto.
Esta freguesia tem o orgulho de ser a origem de um dos Ranchos Folclóricos mais antigos do município, o Rancho Flores da Primavera, assim como na sua história faz parte a Quinta do Muro, onde Alexandre Herculano passou parte da sua vida.

## População
| População da freguesia de Paredes | População da freguesia de Paredes | População da freguesia de Paredes | População da freguesia de Paredes | População da freguesia de Paredes | População da freguesia de Paredes | População da freguesia de Paredes | População da freguesia de Paredes | População da freguesia de Paredes | População da freguesia de Paredes | População da freguesia de Paredes | População da freguesia de Paredes | População da freguesia de Paredes | População da freguesia de Paredes | População da freguesia de Paredes |
| --------------------------------- | --------------------------------- | --------------------------------- | --------------------------------- | --------------------------------- | --------------------------------- | --------------------------------- | --------------------------------- | --------------------------------- | --------------------------------- | --------------------------------- | --------------------------------- | --------------------------------- | --------------------------------- | --------------------------------- |
| 1864                              | 1878                              | 1890                              | 1900                              | 1911                              | 1920                              | 1930                              | 1940                              | 1950                              | 1960                              | 1970                              | 1981                              | 1991                              | 2001                              | 2011                              |
| 237                               | 246                               | 294                               | 312                               | 344                               | 370                               | 388                               | 419                               | 424                               | 502                               | 684                               | 927                               | 1 074                             | 1 227                             | 1 258                             |

| Distribuição da População por Grupos Etários | Distribuição da População por Grupos Etários | Distribuição da População por Grupos Etários | Distribuição da População por Grupos Etários | Distribuição da População por Grupos Etários | Distribuição da População por Grupos Etários | Distribuição da População por Grupos Etários | Distribuição da População por Grupos Etários | Distribuição da População por Grupos Etários | Distribuição da População por Grupos Etários |
| -------------------------------------------- | -------------------------------------------- | -------------------------------------------- | -------------------------------------------- | -------------------------------------------- | -------------------------------------------- | -------------------------------------------- | -------------------------------------------- | -------------------------------------------- | -------------------------------------------- |
| Ano                                          | 0-14 Anos                                    | 15-24 Anos                                   | 25-64 Anos                                   | > 65 Anos                                    |                                              | 0-14 Anos                                    | 15-24 Anos                                   | 25-64 Anos                                   | > 65 Anos                                    |
| 2001                                         | 273                                          | 188                                          | 657                                          | 109                                          |                                              | 22,2%                                        | 15,3%                                        | 53,5%                                        | 8,9%                                         |
| 2011                                         | 229                                          | 186                                          | 692                                          | 151                                          |                                              | 18,2%                                        | 14,8%                                        | 55,0%                                        | 12,0%                                        |

Média do País no censo de 2001:  0/14 Anos-16,0%; 15/24 Anos-14,3%; 25/64 Anos-53,4%; 65 e mais Anos-16,4%
Média do País no censo de 2011:   0/14 Anos-14,9%; 15/24 Anos-10,9%; 25/64 Anos-55,2%; 65 e mais Anos-19,0%